# 兀鲁思孛罗
乌鲁斯博罗特（1482年—1509年），明朝史书称阿尔伦台吉、五路士台吉，又作兀鲁斯拜琥阿巴海等，孛儿只斤氏，达延汗之次子，察哈尔部祖先之一。

## 生平
乌鲁斯博罗特的母亲是满都海哈屯，乌鲁斯博罗特和图鲁博罗特是孪生兄弟。1509年左右，乌鲁斯博罗特被达延汗授予右翼三万户（鄂尔多斯部、土默特部、永謝布部）济农。赴任时，被永谢布领主亦不剌谋杀，《蒙古源流》等书称他没有后嗣。然而，宝音德力根根据明朝记录和佚名《黄金史纲》、《俺答汗传》的比对，认为图鲁博罗特无子，博迪和纳密克是兀鲁思孛罗的孩子。